# Elemér Soltész
Elemér Soltész, madžarski feldmaršal in protestantski škof, * 18. april 1874, † 7. avgust 1957.